# 芝田浩樹
芝田 浩樹（しばた ひろき、1960年5月7日 - ）は、石川県羽咋市出身の男性アニメーション演出家・アニメーション監督。血液型A・牡牛座。東映アニメーション所属。

## 来歴・人物
横浜放送映画専門学院（現・日本映画大学）を卒業後、学友であった梅澤淳稔とともに東映動画（現・東映アニメーション）の研修生に。研修期間終了後、東映動画に入社し、『Dr.スランプ アラレちゃん』で演出助手を務めた。演出家としてのデビュー作となったエピソードは、同作の第46話「ペンギン村より愛をこめて」である。『Dr.スランプ アラレちゃん ほよよ!ナナバ城の秘宝』で、初めて監督に就任した。
『ゲゲゲの鬼太郎（第3作）』のシリーズディレクター補佐（＝副監督）を務めた後、『ひみつのアッコちゃん（第2作）』にてSD（シリーズディレクター）としてデビュー（第3作でもシリーズディレクターを担当）。以降、SDを務めたテレビアニメには『かりあげクン』『ボボボーボ・ボーボボ』『おしりたんてい』などがある。同期の佐藤、西尾らが退職していく中で長く東映アニメーションに居座る。
東映動画の研修生になろうと思ったきっかけは、専門学院を卒業する直前に、その研修生募集の情報が載っていた雑誌を見た事。それまでは、実写の演出家になりたいと思っていたという。
その頃に行われた学院の論文試験では、「『大草原の小さな家』のような、名作の演出を手掛けたい」と書いている。
息子の芝田優作は漫画家。また娘のシバタヒカリも漫画家である。

## 主な参加作品
（）内の年度は、制作年度、もしくは放送開始（公開）年度。

### テレビアニメ
- Dr.スランプ アラレちゃん（1981年、演出助手→演出・215話脚本）※放送途中より参加。演出家としてのデビュー作。
- ゲゲゲの鬼太郎（第3作）（1985年、シリーズディレクター補佐・演出）
- トランスフォーマー 超神マスターフォース（1988年、演出）
- ハロー!レディリン（1988年、演出）
- ひみつのアッコちゃん(第2作)（1988年、シリーズディレクター・演出）
- かりあげクン（1989年、シリーズディレクター・演出）
- ゲッターロボ號（1991年、シリーズディレクター・演出）
- キン肉マン キン肉星王位争奪編（1992年、絵コンテ）
- DRAGON QUEST -ダイの大冒険-（1991年、演出）
- 美少女戦士セーラームーンR（1993年、演出）
- ドラゴンボールZ（1993年、演出）※放送途中より参加。
- 美少女戦士セーラームーンS（1994年、演出）
- 美少女戦士セーラームーン セーラースターズ（1996年、演出）
- 地獄先生ぬ〜べ〜（1996年、演出）
- キューティーハニーF（1997年、演出）
- ひみつのアッコちゃん（第3作）（1998年、シリーズディレクター・演出）
- デジモンアドベンチャー（1999年、演出）
- デジモンアドベンチャー02（2000年、演出）
- ののちゃん（2001年、演出）
- デジモンテイマーズ（2001年、演出）
- デジモンフロンティア（2002年、演出）
- キン肉マンII世（2002年、演出）
- 金色のガッシュベル!!（2003年、演出）
- ボボボーボ・ボーボボ（2003年、シリーズディレクター・絵コンテ・演出）
- 怪 〜ayakashi〜（2006年、演出）
- ガイキング LEGEND OF DAIKU-MARYU（2006年、演出）
- 神様家族（2006年、演出）
- 太極千字文（2007年、監督・絵コンテ）※韓国制作。
- 墓場鬼太郎（2008年、演出）
- はたらキッズ マイハム組（2008年、演出）
- ねぎぼうずのあさたろう（2008年、演出）
- 怪談レストラン（2010年、演出）
- デジモンクロスウォーズ（2010年、演出）
- スイートプリキュア♪（2011年、演出）
- スマイルプリキュア!（2012年、演出）
- ドキドキ!プリキュア（2013年、演出）
- ディスク・ウォーズ:アベンジャーズ（2014年、絵コンテ・演出）
- Go!プリンセスプリキュア（2015年、絵コンテ・演出）
- 魔法つかいプリキュア!（2016年、絵コンテ・演出）
- タイガーマスクW（2016年、演出）
- キラキラ☆プリキュアアラモード（2017年、演出）
- おしりたんてい（2018年、シリーズディレクター・絵コンテ・演出）※シリーズディレクターは第4期まで。長くシリーズディレクターからは離れていたが旧知の梅澤が製作部長を担当していたことによって役職を得た。

### 劇場アニメ
- Dr.スランプ アラレちゃん ハロー!不思議島（1981年、演出助手）
- Dr.スランプ アラレちゃん ほよよ!ナナバ城の秘宝（1984年、監督）
- ゲゲゲの鬼太郎 最強妖怪軍団!日本上陸!!（1986年、助監督）
- ゲゲゲの鬼太郎 激突!!異次元妖怪の大反乱（1986年、監督）
- 勝利投手（1987年、監督）
- ひみつのアッコちゃん（1989年、監督）
- ドラゴンクエスト ダイの大冒険 起ちあがれ!!アバンの使徒（1992年、監督）
- 劇場版 美少女戦士セーラームーンS（1994年、監督）
- 美少女戦士セーラームーンSuperS セーラー9戦士集結!ブラック・ドリーム・ホールの奇跡（1995年、監督）
- 映画 おしりたんてい　テントウムシいせきのなぞ（2020年、監督）